# الخطوط الجوية التشادية توماي
الخطوط الجوية التشادية توماي (بالفرنسية: Toumaï Air Tchad)‏ هي شركة طيران الوطنية في تشاد.